# Série mondiale 1983
La Série mondiale 1983 était la 80e série finale des Ligues majeures de baseball. Elle a débuté le 11 octobre 1983 et opposait les champions de la Ligue américaine, les Orioles de Baltimore, aux champions de la Ligue nationale, les Phillies de Philadelphie.
Cette série 4 de 7 s'est terminée le 16 octobre 1983 par la victoire des Orioles de Baltimore, quatre victoires à une.

## Équipes en présence

### Baltimore
Les Orioles de Baltimore ont terminé premiers dans l'Est de la Ligue américaine avec un dossier de 98-64 et six parties de priorité sur les Tigers de Detroit. En Série de championnat, ils affrontaient la meilleure équipe des majeures, les White Sox de Chicago, qui avaient remporté le championnat dans l'Ouest avec une fiche de 99-63 et une grande majorité de 20 parties sur les Royals de Kansas City. Baltimore remporta la série trois parties à une.
Pilotés par un nouveau manager, Joe Altobelli, les Orioles comptaient deux des meilleurs joueurs de la ligue en 1983, Eddie Murray, joueur par excellence de l'année dans l'Américaine, et Cal Ripken, Jr., qui avait terminé 2e derrière Murray au scrutin. Baltimore avait aussi dominé les majeures en saison avec 168 coups de circuit.
Les Orioles accédaient aux séries mondiales pour une 7e fois dans l'histoire de la franchise et une 6e depuis leur arrivée à Baltimore en 1954. Il s'agissait pour cette équipe, championne à deux reprises (1966 et 1970), d'une première participation à la classique d'automne depuis 1979.

### Philadelphie
Les Phillies de Philadelphie ont remporté le championnat de la division Est de la Ligue nationale avec une fiche de 90-72 et six parties de priorité sur les Pirates de Pittsburgh. En Série de championnat, ils ont battu les champions de l'Ouest, les Dodgers de Los Angeles (91-71), trois parties à une.
Philadelphie, qui comptait dans ses rangs le futur vainqueur du trophée Cy Young dans la Nationale en 1983, le droitier John Denny, et le futur gagnant du titre de releveur de l'année, Al Holland, participait à sa quatrième Série mondiale, une nouvelle visite qui survenait seulement trois ans après leur unique conquête du titre (jusque-là) en 1980.

## Déroulement de la série

### Calendrier des rencontres
| Match | Date       | Visiteur                 | Hôte                     | Score |
| ----- | ---------- | ------------------------ | ------------------------ | ----- |
| 1     | 11 octobre | Phillies de Philadelphie | Orioles de Baltimore     | 2 - 1 |
| 2     | 12 octobre | Phillies de Philadelphie | Orioles de Baltimore     | 1 - 4 |
| 3     | 14 octobre | Orioles de Baltimore     | Phillies de Philadelphie | 3 - 2 |
| 4     | 15 octobre | Orioles de Baltimore     | Phillies de Philadelphie | 5 - 4 |
| 5     | 16 octobre | Orioles de Baltimore     | Phillies de Philadelphie | 5 - 0 |

### Match 1
Mardi 11 octobre 1983 au Memorial Stadium, Baltimore, Maryland.
| Phillies de Philadelphie | 0 | 0 | 0 | 0 | 0 | 1 | 0 | 1 | 0 | 2 | 5 | 0 |
| Orioles de Baltimore | 1 | 0 | 0 | 0 | 0 | 0 | 0 | 0 | 0 | 1 | 5 | 1 |
| Lanceurs partants : PHI : John Denny BAL : Scott McGregor Vic. : John Denny (1-0) Déf. : Scott McGregor (0-1) Sauv. : Al Holland (1) HRs : PHI : Joe Morgan (1), Garry Maddox (1) BAL : Jim Dwyer (1) |   |   |   |   |   |   |   |   |   |   |   |   |

### Match 2
Mercredi 11 octobre 1983 au Memorial Stadium, Baltimore, Maryland.
| Phillies de Philadelphie | 0 | 0 | 0 | 1 | 0 | 0 | 0 | 0 | 0 | 1 | 3 | 0 |
| Orioles de Baltimore | 0 | 0 | 0 | 0 | 3 | 0 | 1 | 0 | X | 4 | 9 | 1 |
| Lanceurs partants : PHI : Charles Hudson BAL : Mike Boddicker Vic. : Mike Boddicker (1-0) Déf. : Charles Hudson (0-1) HRs : PHI : John Lowenstein |   |   |   |   |   |   |   |   |   |   |   |   |

### Match 3
Vendredi 14 octobre 1983 au Veterans Stadium, Philadelphie, Pennsylvanie.
| Orioles de Baltimore | 0 | 0 | 0 | 0 | 0 | 1 | 2 | 0 | 0 | 3 | 6 | 1 |
| Phillies de Philadelphie | 0 | 1 | 1 | 0 | 0 | 0 | 0 | 0 | 0 | 2 | 8 | 2 |
| Lanceurs partants : BAL : Mike Flanagan PHI : Steve Carlton Vic. : Jim Palmer (1-0) Déf. : Steve Carlton (0-1) Sauv. : Tippy Martinez (1) HRs : BAL : Dan Ford (1) PHI : Gary Matthews (1), Joe Morgan (2) |   |   |   |   |   |   |   |   |   |   |   |   |

### Match 4
Samedi 15 octobre 1983 au Veterans Stadium, Philadelphie, Pennsylvanie.
| Orioles de Baltimore | 0 | 0 | 0 | 2 | 0 | 2 | 1 | 0 | 0 | 5 | 10 | 1 |
| Phillies de Philadelphie | 0 | 0 | 0 | 1 | 2 | 0 | 0 | 0 | 1 | 4 | 10 | 0 |
| Lanceurs partants : BAL : Storm Davis PHI : John Denny Vic. : Storm Davis (1-0) Déf. : John Denny (1-1) Sauv. : Tippy Martinez (2) |   |   |   |   |   |   |   |   |   |   |    |   |

### Match 5
Dimanche 16 octobre 1983 au Veterans Stadium, Philadelphie, Pennsylvanie.
| Orioles de Baltimore | 0 | 1 | 1 | 2 | 1 | 0 | 0 | 0 | 0 | 5 | 5 | 0 |
| Phillies de Philadelphie | 0 | 0 | 0 | 0 | 0 | 0 | 0 | 0 | 0 | 0 | 5 | 1 |
| Lanceurs partants : BAL : Scott McGregor PHI : Charles Hudson Vic. : Scott McGregor (1-1) Déf. : Charles Hudson (0-2) HRs : BAL : Eddie Murray (1, 2), Rick Dempsey (1) |   |   |   |   |   |   |   |   |   |   |   |   |

## Joueur par excellence
Le receveur des Orioles de Baltimore, Rick Dempsey, frappa dans une moyenne de ,385 durant la finale et fut élu joueur par excellence de la Série mondiale.

## Faits notables
- Le lanceur Larry Andersen participa à la Série mondiale 1993 dans l'uniforme des Phillies. Il fut le seul joueur de l'équipe à prendre part à ces deux finales survenues à dix années d'intervalle.
- La moyenne au bâton des Phillies durant la série fut, à ,195, la plus basse par une équipe finaliste depuis les A's d'Oakland de 1974.
- Joe Altobelli remporta les grands honneurs à sa première saison comme manager des Orioles.
- La série Baltimore-Philadelphie fut surnommée I-95 Series, en référence à l'autoroute Interstate 95, qui sépare les deux villes. Incidemment, Kansas City et Saint-Louis, toutes deux dans l'État du Missouri, sont elles aussi séparées par la même autoroute, ce qui valut à la Série mondiale de 1985 entre les représentants de ces  deux villes le même surnom.